# Баал (филм)
„Баал“ је југословенски филм из 1990. године. Режирао га је Фарук Пирагић, а сценарио је писао Бертолт Брехт.

## Улоге
| Глумац                    | Улога |
| ------------------------- | ----- |
| Ђурђија Цветић            |       |
| Мирјана Јоковић           |       |
| Драган Јовановић          |       |
| Жарко Лаушевић            | Екарт |
| Мики Манојловић           | Баал  |
| Ирена Степић              |       |
| Татјана Венчеловски       |       |
| Миодраг Млађа Веселиновић |       |